# Jiroemon Kimura
Jiroemon Kimura (japanisch 木村 次郎右衛門 Kimura Jiroemon; * 19. April 1897 in Kamiukawa, Takeno-gun (heute Kyōtango) als Kinjirō Miyake; † 12. Juni 2013 ebenda) war ein japanischer Altersrekordler. Er hält seit 2012 den Rekord des höchsten erreichten Lebensalters eines Mannes. Er war der erste und bisher einzige Mann, der das Alter von 116 Jahren erreichte.

## Leben
Er wurde als fünftes von insgesamt acht Kindern des Reis- und Gemüsebauern Morizo (1858–1935) und dessen Ehefrau Fusa Miyake (1867–1931) im Dorf Kamiukawa geboren und erhielt den Namen Kinjirō Miyake (三宅 金治郎). Seine älteste Schwester sowie sein ältester Bruder starben bereits im Alter von vier bzw. zwei Jahren, seine anderen fünf Geschwister wurden jeweils 96, 91, 93, 85 und 98 Jahre alt. 1903 wurde er eingeschult und schloss 1911 im Alter von 13 Jahren als nach seinen eigenen Angaben Klassenzweitbester die Schule ab. Im Anschluss arbeitete er erstmals für knapp zwei Jahre bei der lokalen Post. Parallel arbeitete er als Bauer. Für etwas mehr als ein halbes Jahr studierte er vom Mai bis Dezember 1914 in Kyoto an einer speziellen Schule für Post und Telegraphie, bis er im Dezember 1914 anfing, in Nakahama bei der Post zu arbeiten. Im Mai 1920 beendete er diese Arbeit und arbeitete zunächst vom Mai bis November 1920 kurzzeitig in Korea. Nach seiner Rückkehr im November arbeitete er erneut als Bauer. Im September 1921 arbeitete er kurzzeitig in Hiroshima. Ab 1924 arbeitete er erneut bei der lokalen Post und blieb dort bis zu seiner Pensionierung am 30. Juni 1962. Anschließend half er seinem Sohn beim Ackerbau und hielt sich so bis zum Alter von 90 Jahren fit. Er berichtete später, das Kita-Tango-Erdbeben von 1927 erlebt zu haben.
Den Namen Jiroemon Kimura nahm er am 29. Dezember 1920 an, da die Familie seiner Nachbarin und Ehefrau Yae Kimura (1904–1979), welche er am 16. Mai 1921 heiratete, keinen männlichen Erben hatte, wodurch er zum neunten Träger dieses Namens wurde. Offiziell änderte er seinen Namen jedoch erst infolge des Todes seines Schwiegervaters. Er hatte acht Kinder, 14 Enkel, 25 Urenkel und 14 oder 15 Ururenkel. Von seinen sechs Söhnen und zwei Töchtern überlebte er seinen ersten (1922–1998), zweiten (1925–1927) und letzten Sohn (1943–1998). Sein Enkelsohn starb 2005. 2002 veröffentlichte Kimura eine autobiographische Broschüre mit dem Titel Looking back of my happy 105 years. Zuletzt wohnte Kimura bei der Familie eines seiner Enkelkinder in dessen Geburtsstadt Kyōtango; die Witwe seines Enkels, Eiko Kimura, die u. a. zusammen mit Kimura in einem zweistöckigen Holzhaus, welches er selbst in den 1960er Jahren gebaut hatte, wohnte, war für ihn zuständig. Sie weckte ihn jeden Morgen um 7:30 Uhr und fuhr ihn in seinem Rollstuhl zum Frühstück ins Esszimmer, welches für Kimura aus Porridge und Miso-Suppe mit Kartoffeln und Gemüse bestand. Sie sagte über ihn: “Grandpa is positive and optimistic”, “He becomes cheerful when he has guests. He’s well with a good appetite. Even when he falls ill, I can tell he’ll recover.” Zu seinem 116. Geburtstag gratulierte ihm der japanische Premierminister Shinzō Abe per Videobotschaft.
Kimura starb am 12. Juni 2013 im Alter von 116 Jahren und 54 Tagen in einem Krankenhaus in Kyōtango, nachdem er gut einen Monat zuvor wegen einer Lungenentzündung dort eingeliefert worden war.

## Gesundheit
Kimura war bis 2012 nie ernsthaft krank. In einem Interview, welches er 2012 kurz vor seinem 115. Geburtstag gab, gab Kimura, der im hohen Alter noch Englisch gelernt hatte, weil er der Überzeugung war, man müsse stets auf der Höhe der Zeit sein, 10 Tipps für ein gesundes und langes Leben an: “Exercise Every Single Day, Eat Small Portions, Let Adversity Make You Strong, Read the News Everyday, Eliminate Strong Preferences, Live Without Attachment, Stay Close to Nature, Have Gratitude, Laugh Often” (deutsch: „Jeden Tag Sport treiben, kleine Portionen essen, sich durch Widrigkeiten stärken lassen, jeden Tag die Nachrichten lesen, starke Vorlieben ablegen, losgelöst leben, der Natur nahe bleiben, dankbar sein, oft lachen“) und “Break Life Up Into Small Parts” (deutsch: „Das Leben in kleinere Einheiten aufteilen“). Er fügte hinzu: “never imagining the days would add up to his title of oldest living man.” (deutsch: „niemals daran gedacht zu haben, die Tage würden beitragen zu seinem Titel ältester lebender Mann“)
Sein Neffe Tamotsu Miyake sagte 2012 über Kimura, er habe einen “amazingly strong will to live” (deutsch: „einen unglaublich starken Willen, zu leben“), und fügte hinzu “he is strongly confident that he lives right and well” (deutsch: „er sei stark davon überzeugt, dass er richtig und gut lebe“). Ebenfalls sagte er über ihn, er war “a disciplined, serious man when he was younger”, “even when he drank with his brothers, he would sit straight and keep quiet.”

## Altersrekord im Vergleich
Kimura wurde am 19. April 1897 geboren und erreichte eine Lebensspanne von 116 Jahren und 54 Tagen. Am 19. Juni 2009 wurde er infolge des Todes von Tomoji Tanabe der älteste lebende Mann Japans. Am 2. Dezember 2011 wurde er infolge des Todes von Chiyono Hasegawa der älteste lebende Mensch Japans. Seit dem Tod von Horacio Celi Mendoza im September 2011 galt Kimura als ältester lebender Mann der Welt und zudem als einziger lebender Mann mit einem gesicherten Geburtsdatum vor dem Jahr 1900. Infolge des Todes von Dina Manfredini am 17. Dezember 2012 wurde er der älteste lebende Mensch der Welt. Am 28. Dezember 2012 übertraf er den bisherigen männlichen Altersrekord von Christian Mortensen, der als erster Mann ein Alter von 115 Jahren erreichte, und wurde somit zum ältesten Mann aller Zeiten. Am 19. April 2013 feierte Kimura als erster und bis heute einziger Mann seinen 116. Geburtstag. Seit dem Tod des 113-jährigen James Sisnett am 23. Mai 2013 war Kimura der letzte lebende Mann, der noch im 19. Jahrhundert geboren worden war und damit in drei Jahrhunderten gelebt hatte. 
Er erlebte die Herrschaft von vier japanischen Kaisern und 61 japanischen Premierministern.
Jeanne Calment (1875–1997), die älteste Frau, deren Lebensdaten je nachweislich erfasst wurden, übertraf die Lebensspanne von Kimura um mehr als sechs Jahre.

## Forschungsprojekt zum Thema Altern
Seine Heimatstadt Kyōtango hat ein Forschungsprojekt zur Klärung der Frage initiiert, warum mehr als hundert ihrer 60.000 Einwohner über 100 Jahre alt sind.
Die Langlebigkeit der Japaner und die hohe Zahl der über 110-Jährigen (Supercentenarians) ist nicht nur für die Gerontologie von Interesse. Die Japanerin Tanaka Kane (1903–2022) ist die älteste Asiatin und war ab 2018 ältester lebender Mensch weltweit.